# Ghervazen Longher
Ghervazen Longher (n. 3 ianuarie 1972, Cacica, județul Suceava) este un politician polonez din România, fost reprezentant al acestei minorități în Parlamentul României, ales la nivel național. Ghervazen Longher este absolvent al Universității Gheorghe Zane din Iași.
În luna iunie 2014, deputatul Ghervazen Longher a fost condamnat de Înalta Curte de Casație și Justiție la trei luni de închisoare cu suspendare pentru infracțiunea de conflict de interese. Ghervazen Longher a angajat ilegal la Camera Deputaților pe fratele și sora sa. 
În cadrul activității sale parlamentare, Ghervazen Longher a fost membru în următoarele grupuri parlamentare de prietenie:
- în legislatura 2000-2004: Republica Polonă;
- în legislatura 2004-2008: Republica Polonă, Japonia, Australia;
- în legislatura 2008-2012: Republica Polonă, Japonia, Republica Lituania;
- în legislatura 2012-2016: Republica Polonă.

După ce a fost condamnat la închisoare cu suspendare, locul lui Ghervazen Longher ca deputat în Parlament a fost ocupat de soția sa, Victoria Longher.

## Legături externe
- A luat Bac-ul dupa ce a devenit deputat - libertatea.ro, publicat pe 6 iulie 2004